# Das Hollandweibchen
Das Hollandweibchen ist eine Operette in drei Akten des Komponisten Emmerich Kálmán und der Librettisten Leo Stein und Bela Jenbach. Die Uraufführung fand am 20. Januar 1920 im Johann Strauß-Theater in Wien statt.

## Handlung
Die Handlung spielt in der Zeit vor dem Ersten Weltkrieg an einem deutschen Fürstenhof und in Holland. Prinz Paul von Usingen und Prinzessin Jutta von Sonneburg-Glücksburg wurden bereits als Kinder miteinander verlobt. Persönlich kennengelernt haben sich die beiden aber bisher noch nicht. Nun sind beide erwachsen und betrachten die Sache mit ihrer damaligen Verlobung ganz unterschiedlich. Die Prinzessin hat sich tatsächlich in den Prinzen verliebt. Sie bekommt ständig Liebesbriefe, vermeintlich von ihm, und sie hat auch ein Bild von ihm erhalten. Kein Wunder, dass sie glaubt, der Prinz wäre auch in sie verliebt und wolle eine baldige Heirat. Sie weiß nicht, dass der Prinz von all seinen angeblichen Liebesbriefen und Heiratsabsichten gar nichts weiß. Die Briefe wurden von Udo von Sterzel auf Geheiß von Pauls Vater verfasst und abgeschickt. Prinz Paul selbst hat die damalige Verlobung längst ebenso verdrängt wie die Existenz der Prinzessin Jutta. Er führt das Leben eines Playboys und denkt überhaupt nicht ans Heiraten. Zu Hause übt die Familie Druck auf ihn aus und will ihn zur Heirat mit Jutta zwingen. Da flieht Paul kurzerhand nach Holland, wo er wieder sein gewohntes Leben als Lebemann aufnimmt. Währenddessen ist man in der Heimat bemüht, einen möglichen Streit wegen der Abwesenheit Pauls zwischen den beiden involvierten Höfen zu vermeiden. Sterzel erhält den Auftrag, an den Hof der Prinzessin zu reisen. Dort erzählt er von einer Unpässlichkeit des Prinzen. Die Situation entwickelt sich aber anders, und es kommt zu einer Heirat per procurationem, bei der Sterzel den Prinzen vertritt. Sterzel selbst verliebt sich in Juttas Hofdame Elly. Sein größeres Problem aber ist, wie er den Beteiligten, also der Prinzessin und Paul, die Wahrheit über die Hochzeit per procura beibringen soll. Nach dem Jutta den wahren Sachverhalt erfahren hat, ist sie wütend. Sie ermittelt Pauls Aufenthaltsort in Holland und reist ebenfalls dorthin, um ihm eine Lektion zu erteilen. Dort gibt sie sich als Kellnerin aus und verdreht Paul den Kopf. Dieser verliebt sich auch prompt in sie, ohne natürlich ihre wahre Identität zu kennen. Dann löst sich alles, wie in vielen Operetten üblich, in Wohlgefallen auf. Paul erkennt seine Prinzessin, in die er sich nun tatsächlich verliebt hat, und sie wiederum verzeiht ihm sein früheres Verhalten. Die beiden werden ebenso ein Paar wie Elly und Sterzel.

## Rezeption
Die Operette war ursprünglich ein Erfolg. Sie erlebte 215 Aufführungen in Wien, ehe sie in Berlin im Metropoltheater aufgeführt wurde. Das Werk wurde auch in Mailand und Budapest und selbst in Australien und den USA gespielt. Dann geriet es zunehmend in Vergessenheit. Das lag zum einen an der Vielzahl neuer Operettenproduktionen in den 1920er Jahren. Damals verdrängten sich die Werke gegenseitig von den Spielplänen. In Deutschland und ab 1938 auch in Österreich kam noch hinzu, dass auch Das Hollandweibchen, wie alle Werke von Emmerich Kálmán von den Nationalsozialisten verboten wurde. Aber auch nach dem Krieg erlebte das Werk keine nennenswerte Renaissance. Es entstand aber zumindest eine erhaltene Schallplattenaufnahme (siehe unten), die heute auch als CD erhältlich ist und einige Stücke aus der Operette werden gelegentlich bei Konzerten aufgeführt.

## Tonträger
Unter der Leitung von Max Schönherr entstand im Jahr 1950 eine Aufnahme mit dem Großen Wiener Rundfunkorchester. Als Solisten wirkten unter anderem Gerda Scheyrer, Else Macha, Harry Fuss, Karl Köstler und Kurt Preger mit. Die CD erschien beim Label Line. Die gleiche Aufnahme kam auch als CD unter dem Label Gala (mit englischem Text im Booklet) heraus.

## Musiknummern
Auf der oben erwähnten Gesamtaufnahme sind folgende Musiknummern zu hören, die auch der Partitur entsprechen:
1. Introduktion
2. Duett: Jedes Mädchen träumt von Einem
3. Marschlied: Weiber gibt’s zum Teufel holen
4. Duett: Wenn im Walde froh erschallt
5. Lied: Lacht uns der Mond heute Nacht ins Brautkämmerlein
6. Finale I: In Liebe grüßen wir dich, o junge Braut
7. Chor: Tanz der Holländerinnen
8. Lied: Fröhlich bin ich durch die Welt gewandelt
9. Stand das Fräulein am blauen Meere
10. Terzett: Amsterdam und Rotterdam
11. Das hätt ich mir nie gedacht
12. Finale II: Mein musst du werden
13. Musikalische Szene: Geliebter in der Ferne
14. Quartett: Lockend soll ertönen
15. Finale III (Schluss Gesang): Hollandweibchen mit dem Häubchen